# Nikita Triamkin
Nikita Andriejewicz Triamkin (ros. Никита Андреевич Трямкин; ur. 30 sierpnia 1994 w Jekaterynburgu) – rosyjski hokeista, reprezentant Rosji.

## Kariera
- Awto Jekaterynburg (2011–2013)
- Awtomobilist Jekaterynburg (2012-2016)
- Vancouver Canucks (2016-2017)
- Awtomobilist Jekaterynburg (2017-)

Wychowanek Spartakowca Jekaterynburg. Grał w drużynie Awto w juniorskich rozgrywkach MHL. Od sezonu KHL (2012/2013) zawodnik Awtomobilista Jekaterynburg w lidze KHL. Od marca 2016 zawodnik Vancouver Canucks. Od kwietnia 2017 ponownie gracz Awtomobilista. W połowie 2020 przedłużył umowę o rok.
Został reprezentantem Rosji. Uczestniczył w turnieju mistrzostw świata do lat 20 edycji 2014. W seniorskiej kadrze Rosji uczestniczył w turnieju mistrzostw świata edycji 2018.

## Sukcesy
Reprezentacyjne
- Brązowy medal mistrzostw świata juniorów do lat 20: 2014

Indywidualne
- MHL (2012/2013): Mecz Gwiazd MHL
- KHL (2017/2018):
  - Najlepszy obrońca miesiąca - październik 2017[6], listopad 2017[7]
  - Skład gwiazd miesiąca - listopad 2017[8]
  - Pierwsze miejsce w klasyfikacji liczby minut kar w sezonie zasadniczym: 109
  - Złoty Kask (przyznawany sześciu zawodnikom wybranym do składu gwiazd sezonu)[9][10]
- KHL (2018/2019): Mecz Gwiazd KHL